# Lampides vardusia
Lampides vardusia är en fjärilsart som beskrevs av Hans Fruhstorfer 1916. Lampides vardusia ingår i släktet Lampides och familjen juvelvingar. Inga underarter finns listade i Catalogue of Life.